# ジャイアント・スパイダー/大襲来
ジャイアント・スパイダー/大襲来（ジャイアント・スパイダー/だいしゅうらい、The Giant Spider Invasion)は、1975年に公開されたSFホラー映画。 
製作、脚本、作曲ビル・レバネ。ウィスコンシン州メリルの町とその周辺地域を巨大クモが恐怖に陥れる。映画は1975年にグループ 1によって劇場公開され
その年の売上高トップ50にランクインした。
ABCで何度も放映され、1997年の『ミステリー・サイエンス・シアター3000』で特集を組まれたことでB級・カルト・クラシック映画としての知名度が上がった。

## あらすじ
ある日、ウイスコンシン州にあるダン・ケスターの農場で何かが墜落する。農場そばの航空物理研究所に勤務する科学者ジェニー・ランガーがこれに気づいてNASAに連絡したところ、そこからロケット技師のジョー・バンスが派遣されることになった。
一方、ケスターは墜落物の中にあった晶洞岩を割り、ダイヤモンドのような石を見つける。この岩には潜んでいた小さなクモはケスター家の家屋に浸入し、数を増やしていった。そして、バンスとランガーが放射能の発出減を調べようとしていた時には、タコ並みの大きさに成長したクモがケスターの妻を襲っていたほか、ケスター本人も農場で巨大なクモに襲われていた。その後被害は町中に拡大し、ランガーたちは他の宇宙に通じる通路がケスターの農場の近くにあることを突き止め、そこに中性子爆弾を爆発させた。これにより、クモは倒された。

## キャスト
| 役名                   | 俳優                     | 日本語吹替                             |
| 役名                   | 俳優                     | フジテレビ版                           |
| ---------------------- | ------------------------ | -------------------------------------- |
| J・R・ヴァンス博士     | スティーブ・ブローディー | 木村幌                                 |
| ジェニー・ランガー博士 | バーバラ・ヘイル         | 寺島信子                               |
| ダン・ケスター         | ロバート・イーストン     | 永井一郎                               |
| イヴ                   | レスリー・パリッシュ     | 鈴木弘子                               |
| 保安官                 | アラン・ヘイル・Jr       | 富田耕生                               |
| ダッチ                 | ビル・ウィリアムズ       | 北村弘一                               |
| デイヴ・パーキンス     | ケヴィン・ブロディ       | 石丸博也                               |
| テリー                 | ダイアン・リー・ハート   | 吉田理保子                             |
| ビリー・ケスター       | ポール・ベンツェン       | 山田俊司                               |
| 不明 その他            |                          | 仲木隆司 藤城裕士                      |
|                        |                          |                                        |
| 演出                   | 演出                     | 山田悦司                               |
| 翻訳                   | 翻訳                     | たかしまちせこ                         |
| 効果                   |                          |                                        |
| 調整                   |                          |                                        |
| 制作                   | 制作                     | 千代田プロダクション                   |
| 解説                   |                          |                                        |
| 初回放送               | 初回放送                 | 1979年4月26日 『雨傘番組』 19:30-20:56 |